# Туркменкуль
Туркменкуль (узб. Туркманкули, Turkmankuli) — міське селище в Узбекистані, в Турткульському районі Каракалпакстану.
Статус міського селища з 2009 року.